# Петах Тиква
Пѐтах Тиква̀ (на иврит: פֶּתַח תִּקְוָה) е град в Израел, няколко километра източно от Тел Авив. Има 240 357 жители (по приблизителна оценка от декември 2017 г.).

## История
Градът е основан през 1878 г. от преселници от Яфо. Той е първото еврейско селище в тогавашната Палестина.
Първите обитатели на селището са имали първоначално огромни трудности поради лошите реколти и маларията. С течение на времето маларийните блата в района са пресушени и районът е превърнат в център за отглеждане на цитрусови култури. От 1888 г. жителите на града получават помощ от барон Едмонд Ротшилд, а през 1937 г. Петах Тиква е обявен за град.

## Съвремие
В днешни дни градът е център не само на селскостопанска дейност, а и на много индустриални дейности. Развиват се металообработващата и текстилната промишленост. Тук се намира и седалището на фармацевтичния концерн TEVA.

## Спорт
Градът е известен с втория най-стар израелски футболен клуб – Макаби (Петах Тиква), основан през 1912 г. Най-старият клуб е Макаби (Тел Авив), създаден през 1906 г.

## Побратимени градове
- Тронхайм, Норвегия
- Чикаго, САЩ
- Габрово, България